# Хаустова, Светлана Анатольевна
Светлана Александровна Хаустова (род. 30 июня 1968 года) — мастер спорта России международного класса (1996, спортивное ориентирование на лыжах),
трёхкратный призёр чемпионата мира.

## Биография
Светлана Хаустова родилась и выросла в Кемеровской области.
В 1985—1990 годах — студентка Красноярского технического университета.
Тренеры — ЗТрРФ А.Ю. Близневский и ЗТрРФ В.С. Близневская.
Чемпионка России (1993, 1994, 1995, 1996), абсолютная чемпионка России (1997).
Призёр чемпионатов мира 1996 (3 место в спринте, 2 место в эстафете) и 2000 (3 место в эстафете) годов.
С 1998 года занимается автоориентированием.